# Ici Picardie
Ici Picardie, anciennement  France Bleu Picardie, est l'une des stations de radio généralistes du réseau Ici de Radio France. Elle dessert les départements de la Somme, l'Aisne et le nord de l'Oise. Elle peut également être reçue dans le sud du Pas-de-Calais. Elle a commencé à émettre en 1985 sous le nom de « Radio France Picardie ».

## Historique
Le 4 septembre 2000, les radios locales de Radio France sont réunies dans le réseau France Bleu qui fournit un programme commun national que reprennent les programmes locaux des stations en régions.
La station est « 1re radio de la Somme » avec 20 % d'audience cumulée, 15 % de part d'audience. France Bleu Picardie est aussi "Numéro 1 à Amiens". (Médiamétrie - Étude des medialocales - 13 ans et+ audience cumulée Septembre 2015/ Juin 2016)[Passage à actualiser]
Depuis mai 2016, France Bleu Picardie diffuse ses programmes à Beauvais et le nord de l'Oise.
Depuis le 6 décembre 2022, la radio est diffusée en DAB+ via le réseau "Amiens-Étendu" , réseau composé de trois émetteurs situés à proximité d'Abbeville, d'Amiens et de Saint-Quentin. 

## L’équipe
Encadrement :
- Directeur : Henrique Vieira Campos
- Rédactrice en chef : Axelle Labbé
- Responsable des programmes : Fabien Le Cloirec
- Responsable technique : Luca Chindamo

Equipe :
- Rédaction : Jeanne Daucé, François Sauvestre, Mathieu Dubrule, Céline Autin, Florent Vautier, Pierre-Antoine Lefort, Marie-Gaëtane Comte (rédactrice en chef adjointe)
- Technique : Thomas Cherrier, Sébastien Granjon, Gaétan Gauthier, Robin Lalo, Florian Dard
- Animation : Valentine Costa, Patrick Vincent, Annick Bonhomme, Maxime Schneider, Brian Mayeur, Joseph Laurin, Yoann Kerpedron, Françoise Desmarets
- Accueil : Elodie, Didier, Emelyne
- Administration : Florian Dubois, Amandine Jourdain

## Programmation
Les programmes régionaux de France Bleu Picardie sont diffusés en direct de 6 h à 12 h et de 16 h à 19 h du lundi au vendredi, et de 7 h à 12 h 30 le week-end. Les programmes nationaux du réseau France Bleu sont diffusés le reste de la journée et la nuit.
Parmi les décrochages spécifiques à la Picardie figurent les différentes éditions du journal et de la météo locale, les émissions "T'es d'min coin" le samedi et le dimanche de 10h à 11h.

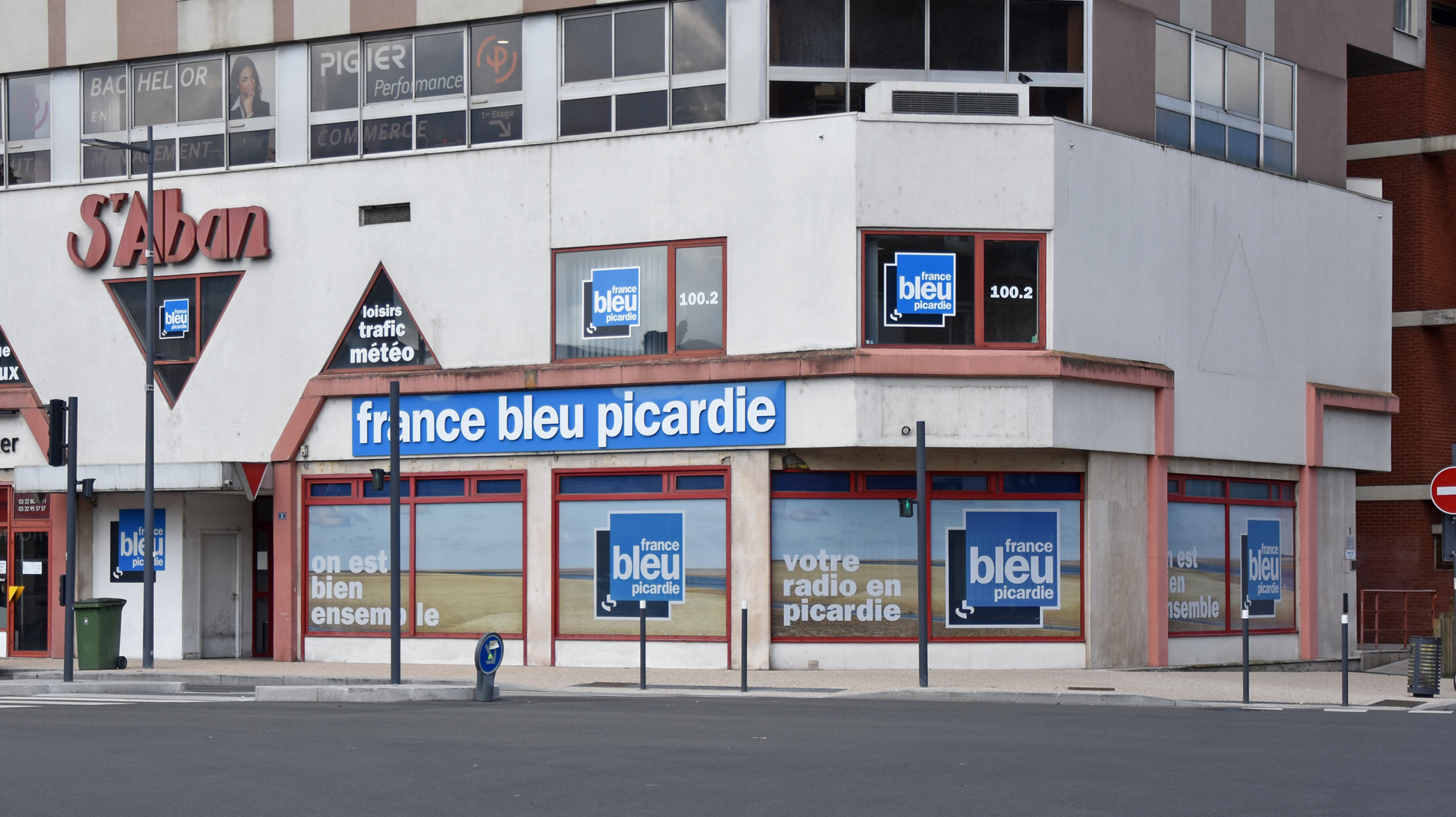
Siège social de France Bleu Picardie au Saint-Alban à Amiens.
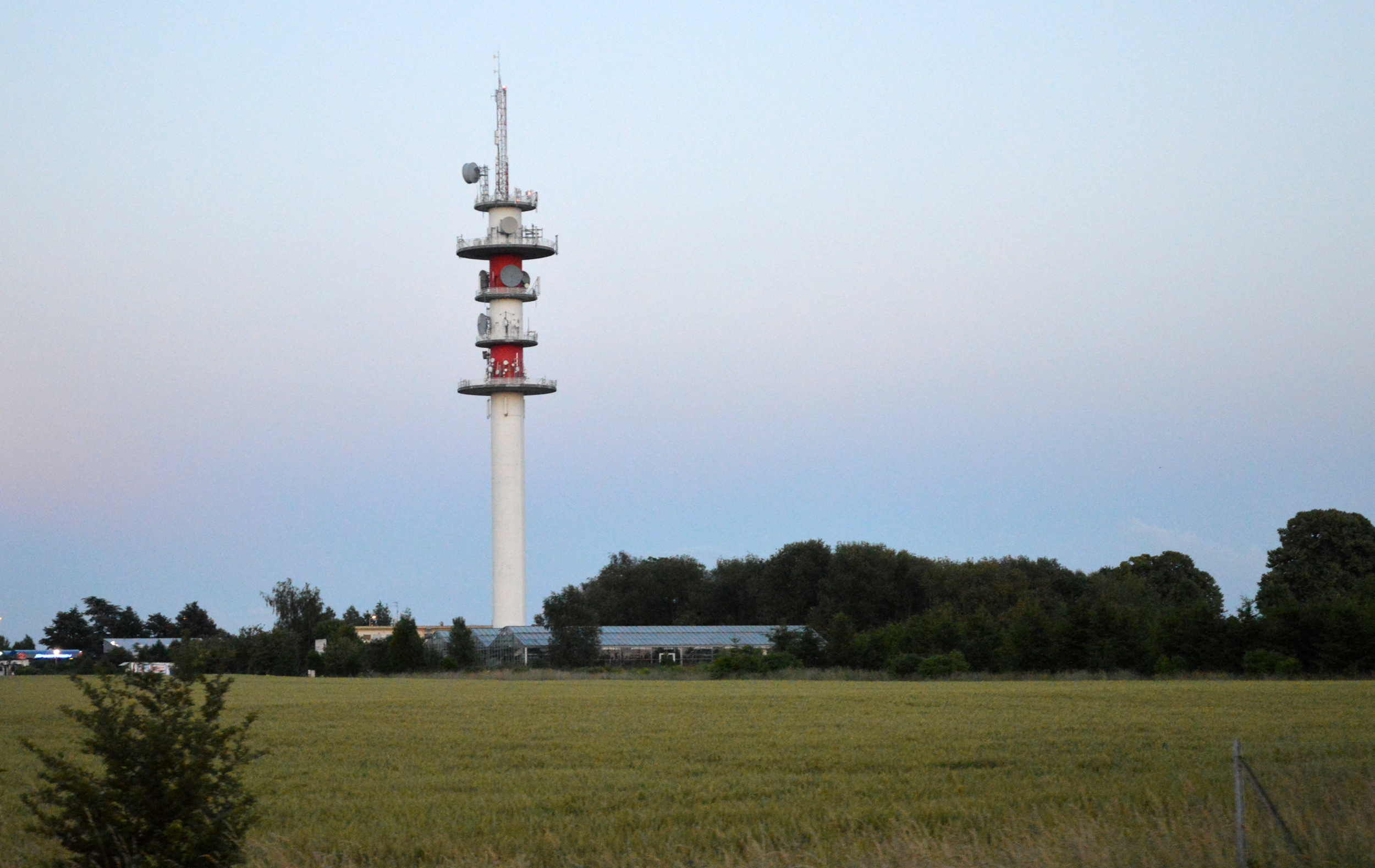
Tour Mi-Grogne à Dury, site de l'émetteur principale de la radio[3].

## Diffusion
France Bleu Picardie diffuse ses programmes en modulation de fréquence (FM) dans les départements de :
- la Somme, sur les secteurs d'Abbeville, Amiens, Doullens, Montdidier, Péronne, Poix-de-Picardie et Gamaches ;
- l'Aisne, sur les secteurs de Hirson et Tergnier ;
- l'Oise, sur les secteurs de Beauvais et Noyon.